# Cadre-47/1-Weltmeisterschaft 1980

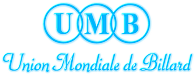
Logo UMB (ausrichtender Verband)

Veranstaltungsort: Bottrop

Die Cadre-47/1-Weltmeisterschaft 1980 war die fünfte Cadre 47/1 UMB-Weltmeisterschaft, die bis 1938 im Cadre 45/1 ausgetragen wurde. Das Turnier fand vom 27. bis zum 30. März 1980 in Bottrop im Ruhrgebiet statt. Es war die erste Cadre 47/1 Weltmeisterschaft in Deutschland.

## Geschichte
In einer sehr ausgeglichenen Weltmeisterschaft setzte sich am Ende der Franzose Francis Connesson  mit sieben Siegen durch. Die Partien mit Ludo Dielis uns Dieter Müller gewann er dank großer Nervenstärke nur knapp. Der überragende Teilnehmer dieser Meisterschaft war aber der Niederländer Hans Vultink, der den Weltrekord im Generaldurchschnitt (GD) auf 44,95 schraubte. Die deutschen Teilnehmer konnten nicht ihre Bestleistung abrufen. Der damalige Deutsche Meister Thomas Wildförster startete mit einer großen Enttäuschung in das Turnier. Bei seiner ersten Weltmeisterschaft unterlag er Connesson mit 5:300 in neun Aufnahmen. Seine Qualitäten im Cadre 47/1 zeigte er später im Turnier, was seine Höchstserie von 210 beweist. Dieter Müller wirkte überspielt durch die vielen Meisterschaften der letzten Wochen. Das Zuschauerinteresse dieser Meisterschaft war überwältigend. Die Siegerehrung nahmen der damalige Ministerpräsident von Nordrhein-Westfalen Johannes Rau und der DSB (Deutscher Sport Bund) Präsident Willi Weyer vor.

## Turniermodus
Es wurde eine Finalrunde im Round Robin System bis 300 Punkte gespielt. Bei MP-Gleichstand wird in folgender Reihenfolge gewertet:
1. MP = Matchpunkte
2. GD = Generaldurchschnitt
3. HS = Höchstserie

## Abschlusstabelle
| MP    | Match Points (Sieger = 2; Unentschieden = 1; Verlierer = 0) |
| Pkte. | Erzielte Karambolagen                                       |
| Aufn. | Benötigte Versuche                                          |
| GD    | Generaldurchschnitt                                         |
| BED   | Bester Einzeldurchschnitt eines Spielers                    |
| HS    | Höchstserie                                                 |
|       | Bester GD des Turniers                                      |
|       | Bester ED des Turniers                                      |
|       | Beste HS des Turniers                                       |
|       | 1. Platz (Gold)                                             |
|       | 2. Platz (Silber)                                           |
|       | 3. Platz (Bronze)                                           |

| Platz                      | Name               | MP   | Pkte. | Aufn. | GD    | BED    | HS  |
| -------------------------- | ------------------ | ---- | ----- | ----- | ----- | ------ | --- |
| 1                          | Francis Connesson  | 14:0 | 2100  | 69    | 30,43 | 100,00 | 253 |
| 2                          | Hans Vultink       | 12:2 | 1834  | 41    | 44,95 | 100,00 | 176 |
| 3                          | Ludo Dielis        | 10:4 | 1963  | 61    | 32,18 | 100,00 | 178 |
| 4                          | Dieter Müller      | 6:8  | 1894  | 64    | 29,59 | 37,50  | 183 |
| 5                          | WillyWesenbeek     | 5:9  | 1441  | 61    | 23,62 | 60,00  | 176 |
| 6                          | Osvaldo Berardi    | 5:9  | 1313  | 64    | 20,51 | 60,00  | 186 |
| 7                          | Franz Stenzel      | 3:11 | 1332  | 61    | 21,83 | 30,00  | 111 |
| 8                          | Thomas Wildförster | 1:13 | 1435  | 59    | 24,32 | 60,00  | 210 |
| Turnierdurchschnitt: 27,75 |                    |      |       |       |       |        |     |